# Wybory parlamentarne w Niemczech w 1998 roku
     SPD
     CDU/CSU
     PDS

Zwycięstwo:
SPD
CDU/CSU
PDS

Wybory do (Bundestagu), niższej izby parlamentu niemieckiego, odbyły się 27 września 1998 roku. Po wyborach rząd Helmuta Kohla koalicji CDU/CSU i FDP podał się do dymisji. Kanclerzem został przewodniczący partii SPD i premier Dolnej Saksonii Gerhard Schröder, który utworzył rząd z partią Bündnis 90/Die Grünen. Był to pierwszy rząd czerwono-zielony na poziomie federalnym. Wicekanclerzem i ministrem spraw zagranicznych został Joschka Fischer.

## Wyniki wyborów
| Partia                                  | Głosy      | %      | Zmiana | Miejsca | Zmiana | % miejsc |
| --------------------------------------- | ---------- | ------ | ------ | ------- | ------ | -------- |
| Sozialdemokratische Partei Deutschlands | 20 181 269 | 40,93% | +4,54% | 295     | +43    | 44,5%    |
| Bündnis 90/Die Grünen                   | 3 301 624  | 6,7%   | -0,57% | 47      | -2     | 7,0%     |
| Christlich-Demokratische Union          | 14 004 908 | 28,4%  | -5,8%  | 198     | -46    | 29,6%    |
| Christlich-Soziale Union                | 3 324 480  | 6,74%  | -0,6%  | 47      | -3     | 7,0%     |
| Freie Demokratische Partei              | 3 080 955  | 6,25%  | -0,67% | 43      | -4     | 6,4%     |
| Partei des Demokratischen Sozialismus   | 2 515 454  | 5,1%   | +0,71% | 36      | +6     | 5,4%     |
| Inne partie                             | 2 899 822  | 5,88%  |        | 0       |        | 0,0%     |
| Razem                                   | 49 308 512 | 100,0% |        | 666     | -6     | 100,0%   |